# Don’t ask, don’t tell
Don’t ask, don’t tell (ang. „Nie pytaj, nie mów”, DADT) – obowiązująca w latach 1993–2011 polityka Sił Zbrojnych Stanów Zjednoczonych wobec homoseksualnych oraz biseksualnych żołnierzy i rekrutów, która – z wyłączeniem pewnych okoliczności – zabraniała każdemu, kto „demonstruje skłonność lub zamiar zaangażowania się w aktywność homoseksualną”, odbywania służby w Siłach Zbrojnych Stanów Zjednoczonych, gdyż „wytworzyłoby to niemożliwe do zaakceptowania ryzyko zagrażające wysokim standardom morale, porządku i dyscypliny oraz jedności formacji, które są podstawą potencjału wojska”.
Ustawa ta wymagała, aby dowódcy wojskowi nie zadawali pytań w kwestii seksualności, a osoby homo- i biseksualne nie zdradzały swojej orientacji seksualnej. W efekcie osoby otwarcie zaangażowane w jednopłciową relację bądź otwarcie deklarujące nieheteroseksualną orientację narażone były na sankcje dyscyplinarne i usunięcie z sił zbrojnych.
Szacuje się, że wskutek egzekwowania zasady don’t ask, don’t tell pracę w Siłach Zbrojnych Stanów Zjednoczonych straciło ok. 17 tys. osób.

## Historia
Podczas kampanii prezydenckiej w 1992 r. Bill Clinton opowiadał się za otwarciem sił zbrojnych dla osób homoseksualnych. W lipcu 1993 zaproponował polubowne rozwiązanie, aby wstępujących do armii nie pytać o preferencje seksualne; już służący w armii mieli być natomiast nieaktywni seksualnie na terenie jednostek. We wrześniu Senat przychylił się do propozycji prezydenta Clintona, aby nie pytać rekrutów o orientację seksualną, przyjmując jednocześnie zakaz publicznego demonstrowania homoseksualnej orientacji psychoseksualnej w siłach zbrojnych.
Z końcem roku 1993 sąd nakazał armii USA powtórnie przyjąć zwolnionego w roku 1987 homoseksualnego oficera, uzasadniając, iż człowiek powinien być oceniany według czynów, a nie według swoich skłonności.
W latach 2005, 2007 i 2009 demokraci próbowali doprowadzić do uchwalenia przez Kongres Stanów Zjednoczonych ustawy znoszącej zasadę don’t ask, don’t tell i zakazującej dyskryminacji ze względu na orientację seksualną w Siłach Zbrojnych USA. Nie uzyskała ona jednak wymaganego poparcia. Zarówno w czasie swojej kampanii wyborczej, jak i po objęciu urzędu prezydent Barack Obama obiecywał, że doprowadzi do unieważnienia dyskryminujących przepisów.
Zasada don’t ask, don’t tell była też przedmiotem rozstrzygnięć sądowych. O jej niezgodności z konstytucją USA orzekł kalifornijski sąd federalny w październiku 2010. Kolejne sądy odwoławcze stwierdzały jednak, że przepis musi pozostać w mocy do czasu ostatecznego rozpatrzenia apelacji.

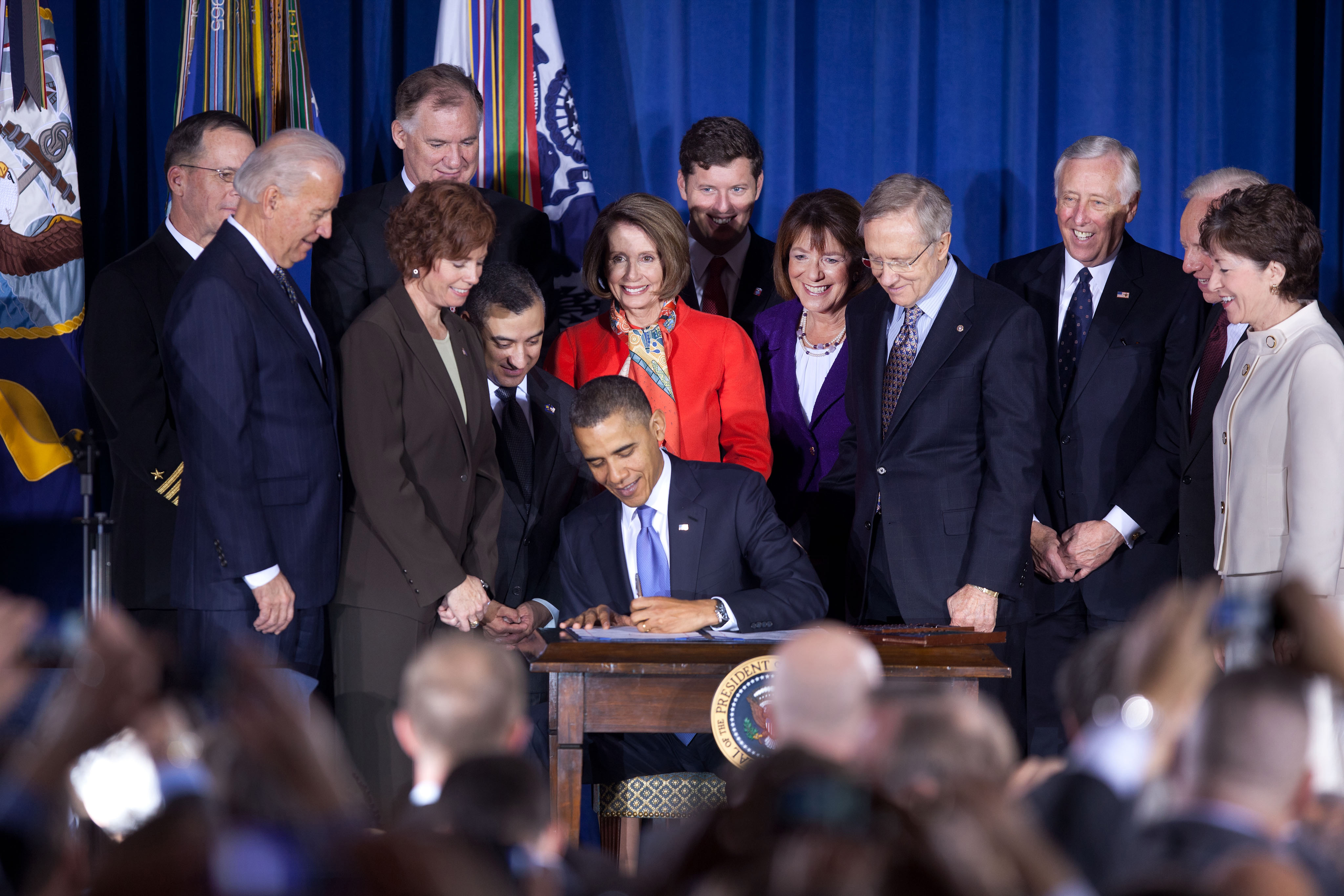
Prezydent Barack Obama podpisuje akt odwołania don’t ask, don’t tell, 22 grudnia 2010

15 grudnia 2010 przyjęto ustawę znoszącą don’t ask, don’t tell w Izbie Reprezentantów stosunkiem głosów 250 do 174, a 18 grudnia 2010 w Senacie przy 65 głosach „za” i 31 „przeciw”. Ustawa została podpisana przez Baracka Obamę 22 grudnia 2010, stając się obowiązującym prawem. Wdrożenie jej przepisów potrwało 10 miesięcy.

## Kultura masowa
Zasada don’t ask, don’t tell i związane z nią problemy pojawiają się w kilku amerykańskich filmach, m.in. G.I. Jane, Dziewczyna żołnierza, Sekret Margarethe Cammermayer i Zagrożenie z kosmosu, a także w piątym odcinku drugiego sezonu mini-serii Ryana Murphy American Crime Story oraz w serialu "For All Mankind".